# Timbó (kommun)
Timbó är en kommun i Brasilien.   Den ligger i delstaten Santa Catarina, i den södra delen av landet, 1 200 km söder om huvudstaden Brasília. Antalet invånare är 36 817. Arean är 127 kvadratkilometer.
Terrängen i Timbó är huvudsakligen kuperad, men åt sydost är den platt.
Följande samhällen finns i Timbó:
- Timbó

Runt Timbó är det i huvudsak tätbebyggt. Runt Timbó är det ganska tätbefolkat, med 166 invånare per kvadratkilometer.